# Даржай, Май-оол Александрович
Май-оол Александрович Даржай (1 мая 1936 — 14 июня 2005) — живописец, Заслуженный работник культуры Республики Тыва.

## Биография
Родился 1 мая 1936 года в селе Булун-Терек Улуг-Хемского кожууна. В 1953 году получил общее образование в средней школе и поступил в Казанское художественное училище, которое закончил в 1958 году. В 1958 году устроился работать в Тувинскую художественно-производственную мастерскую Художественного фонда РСФСР художником-оформителем. Работа среди профессиональных художников, таких как В. Ф. Демин, С. К. Ланзы, Т. Е. Левертовская дополнительной школой в изобразительном искусстве. Его живописное мастерство росло очень быстро. В 1961 году поступил в Московский государственный художественный институт им. И. В. Сурикова, где два года проучился на факультете живописи, но по состоянии здоровья ему пришлось в 1963 году вернуться в Туву. В родной республике М. А. Даржай творчески много работал, написал портреты известных людей, пейзажи, натюрморты. Часто выезжал в районы республики для комплексного оформления клубов, домов культуры и сельсоветов. Он — активный участник местных республиканских и зональных выставок «Сибирь социалистическая» с 1967 по 1990 годы, международной выставки в Монголии в 1984 году. В 1984 году М. А. Даржай был принят в члены Союза художников СССР. В 1996 году за большую творческую и производственную деятельность награждён медалью «За трудовое отличие». В 1992 году Май-оолом Даржайем был организован вторая персональная выставка своих произведений в городе Шагонаре, позднее основную часть своих картин он передал в собственность Улуг-Хемского кожууна. В последние годы жизни Май-оол Александрович много работал как художник-оформитель диорам, ландшафтов разных климатических поясов природы Республики Тыва от администрации Убсунурского заповедника.
М. А. Даржай скоропостижно скончался 14 июня 2005 года.

## Основные выставки
1. Республиканская выставка работ художников и прикладного искусства, посвященная 50-летию Ленинского комсомола 1968 г., г. Кызыл.
2. Персональная выставка 1984 г., г. Кызыл.
3. Персональная выставка 1992 г., г. Шагонар.
4. Персональная выставка 1993 г., в совхозе «Чодураа».

## Основные произведения
- Портрет первой женщины-камнереза Раисы Аракчаа
- Портрет летчика А. Ензака
- Портрет тувинского добровольца С. Алдын-Херела
- Портрет заслуженного горняка Тувы С. Тувен-Хоо
- Весна в Эрзине (этюд) и др.

Живописное творчество Май-оола Александровича Даржая является одним из значительных вкладов в развитие изобразительного искусства Республики Тыва.

## Награды и звания
- Медаль «За трудовое отличие»
- Заслуженный работник культуры Республики Тыва